# Kvävets kretslopp

En schematisk översikt av kvävets kretslopp i naturen

Kvävets kretslopp är den cykel som innefattar kväve och ämnen som innehåller kväve, och beskriver de kemiska, biologiska, geologiska och fysiologiska processer som sker i naturen.
Jordens atmosfär innehåller ca 78 % kväve, och rymmer den största delen av jordens kväve. Kvävet ingår i många biologiska processer och är nödvändigt för livet på jorden. Det ingår i alla aminosyror, i många proteiner, och finns med i de baser som bygger upp nukleinsyror, till exempel DNA och RNA. Kvävet ingår i klorofyll, som växter använder i sin fotosyntes för att bilda näring och växa.
Kvävet omvandlas genom olika processer till kemiska bindningar som är användbara för Jordens livsformer. Det gasformiga kvävet omvandlas till viss del med blixtens hjälp under åskväder, men den största delen av omvandlingen står en- och flercelliga bakterier för. Dessa har ett enzym som hjälper dem att kombinera kväve med väte för att skapa ammonium. Detta ammonium använder sedan bakterierna, bland annat i symbios med svampar och växter, för att skapa de organiska byggstenar de behöver. När döda organismer förmultnar, det vill säga sönderdelas av bland annat bakterier och svampar omvandlas deras proteinkväve till i första hand ammoniak. Detta kallas för ammonifikation.
Kväve i jord eller vatten tar växter upp genom de salter av nitrat- eller ammoniakjoner som kvävet där ofta är bundet till.
Allt kväve som finns i djur har kommit till dem från växter, genom näringskedjan.

## Mänsklig påverkan på kvävecykeln
Kvävetillförseln till mark, luft och vatten från jordbruksverksamhet och industriell verksamhet är idag ett stort miljöproblem eftersom naturen inte förmår binda allt kväve som tillförs i samma takt. Som en konsekvens av det sätt som jordbruk, industri, transporter med mera fungerar idag, bland annat med konstgödsel och stor mängd transporter, har den globala kvävecykeln (se figur) förändrats kraftigt under det senaste århundradet. Den globala kväveoxid-koncentrationerna har ökat från deras förmoderna nivåer på omkring 270 ppm till omkring 319 ppm 2005. Mänskliga aktiviteter beräknas stå för över en tredjedel av N2O utsläppen, av vilket merparten härrör från jordbruket.